# Landgericht Obergünzburg
Das Landgericht Obergünzburg war ein von 1804 bis 1879 bestehendes bayerisches Landgericht älterer Ordnung mit Sitz in Obergünzburg im heutigen Landkreis Ostallgäu. Die Landgerichte waren im Königreich Bayern Gerichts- und Verwaltungsbehörden, die 1862 in administrativer Hinsicht von den Bezirksämtern und 1879 in juristischer Hinsicht von den Amtsgerichten abgelöst wurden.

## Geschichte

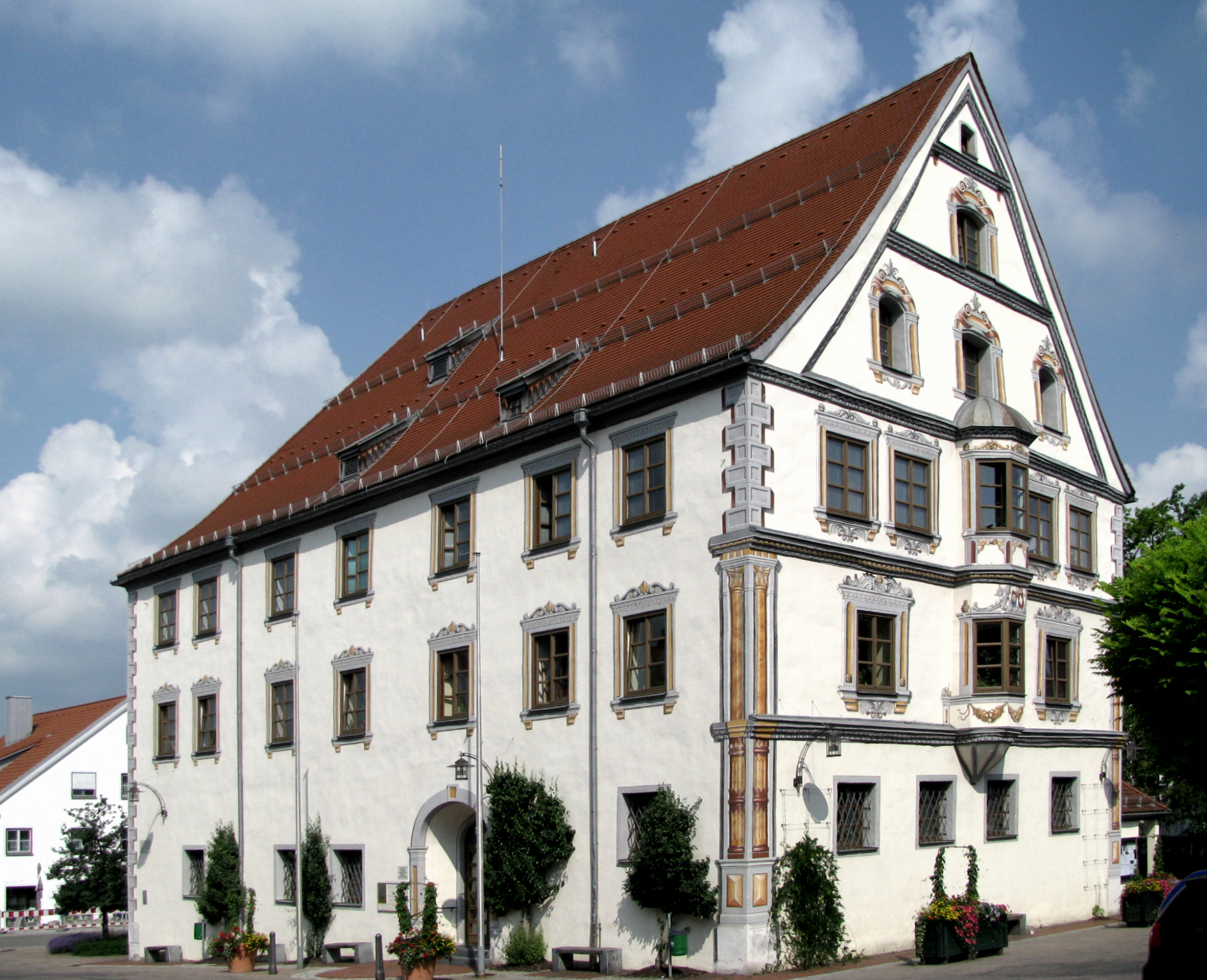
Ehemaliges Amtshaus, später Amtsgericht, 1570 als Korn- und Rathaus errichtet

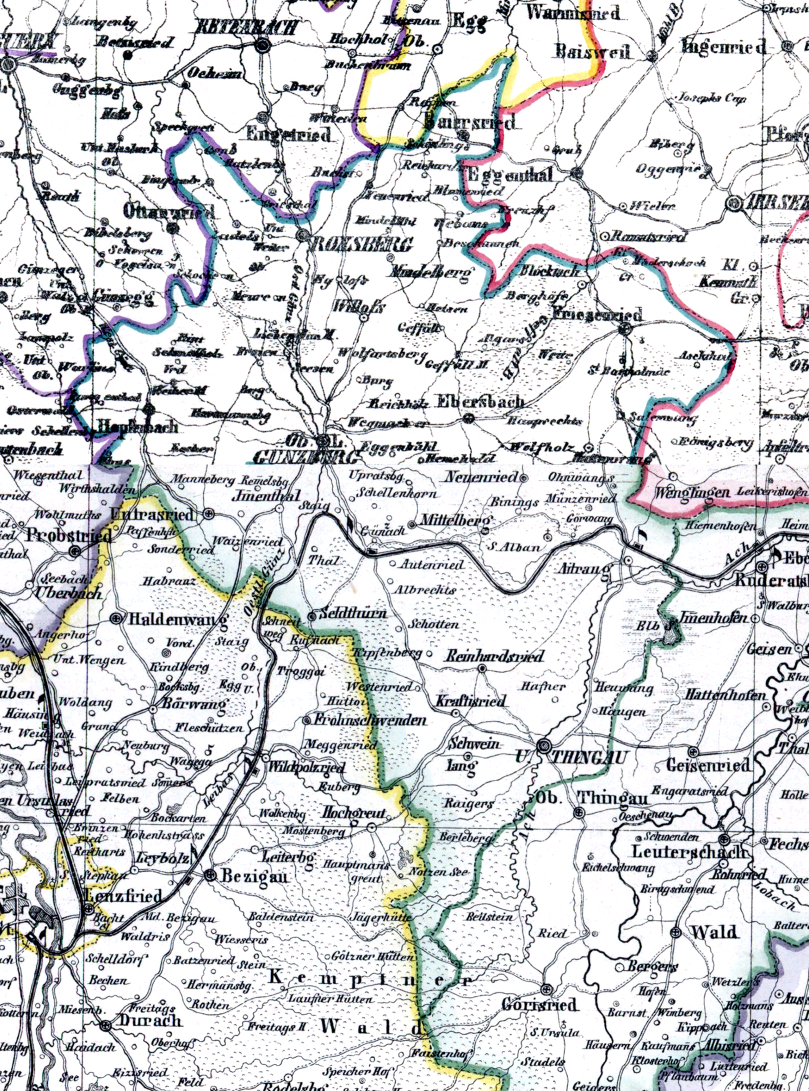
Landgericht Obergünzburg auf der Special- und Administrativ-Karte vom Königreiche Bayern (1860, Gustav Wenng)

Im Jahr 1804 wurde im Verlauf der Verwaltungsneugliederung Bayerns das Landgericht Obergünzburg errichtet. Dieses kam zum neu gegründeten Illerkreis mit der Hauptstadt Kempten.
Anlässlich der Einführung des Gerichtsverfassungsgesetzes am 1. Oktober 1879 wurde das Amtsgericht Obergünzburg errichtet, dessen Sprengel deckungsgleich mit dem vorherigen Landgerichtsbezirk Obergünzburg war und somit aus den Orten Aitrang, Blöcktach, Burg, Ebersbach, Friesenried, Hopferbach, Huttenwang, Immenthal, Kraftisried, Obergünzburg, Reinhardsried, Ronsberg, Unterthingau, Untrasried und Willofs bestand.